# Basil Dearden
Basil Dearden (Westcliffe-on-Sea, Essex, 1911. január 1. – London, 1971. március 23.) BAFTA-díjas angol filmrendező, filmproducer, forgatókönyvíró.

## Életpályája
Színu tanulmányai után színpadra lépve mint Shakespeare-hős vonta magára a figyelmet. Az 1940-es években kezdett a filmmel foglalkozni. Basil Dean asszisztense volt, majd a filmrendezéssel próbálkozó, külsőleges eszközöktől vissza nem riadó komikus Will Hay társrendezője lett. Az 1950-es években több ízben Michael Relph volt az alkotótársa.
1971. március 23-án hunyt el közlekedési balesetben.

### Munkássága
Első nagy sikere a Magyarországon is bemutatott, misztikus hangulatú, de nagyon is reális mondanivalójú, érdekes jellemeket felvonultató Fogadó a keresztútnál(1943) . Erőssége a mélyreható lélekábrázolás és a hiteles társadalomrajz volt (Fizess a múltadért; 1947). Dolgozott mint forgatókönyvíró és filmproducer is. Kedvelte a drámai műfajt, biztos, fölényes mesterségbeli tudással rendelkezett.

## Magánélete
Felesége Melissa Stribling (1927–1992) angol színésznő volt. Két gyermekük született: James Dearden (1949) angol forgatókönyvíró-rendező és Torquil Dearden.

## Filmjei

### Filmrendezőként
- Az én tudós barátom (My Learned Friend) (1943)
- Fogadó a keresztútnál (1943) (forgatókönyvíró is)
- Ők jönnek a városba (They Came to a City) (1944) (forgatókönyvíró is)
- Az éjszaka halottja (1945)[6]
- A fogoly szív (The Captive Heart) (1946)
- Fizess a múltadért! (1947)
- Tánc a halott szerelmesekért (Saraband for Dead Lovers) (1948)
- A kék lámpás (The Blue Lamp) (1950)
- Aranykalitka (Cage of Gold) (1950)
- London tava (Pool of London) (1951)
- Hiszek bened (I Believe in You) (1952) (forgatókönyvíró is)
- A kedves revolverhős (The Gentle Gunman) (1952)
- A négyszögű gyűrű (The Square Ring) (1953) (filmproducer is)
- Szivárványkabát (The Rainbow Jacket) (1954)
- Ki a felhőkből (Out of the Clouds) (1955)
- Ki tette azt? (Who Done It?) (1956) (filmproducer is)
- Az erőszakosak játszótere (Violent Playground) (1958)
- A gyűlölet áldozata (1959)
- The Four Just Men (1959–1960)
- Bankrablók klubja (1960)
- Ember a Holdon (1960) (forgatókönyvíró is)
- Titkos társ (1961)
- Áldozat (1961) (filmproducer is)
- Életet Ruthnak! (Life for Ruth) (1962) (filmproducer is)
- Egész éjszaka (All Night Long) (1962) (filmproducer is)
- Egy hely, ahova mehetek (A Place to Go) (1963)
- Gyilkosság a hajón - Szalmaasszony (1964)
- Maszkabál (1965)
- Khartoum - A Nílus városa (1966)
- Szélhámosok és palimadarak (1968)
- Gyilkosság rendelésre (1969)
- Bérgyilkossági hivatal (1969)
- Lélekszakadt hajsza (1971) (filmproducer és forgatókönyvíró is)
- Minden lében két kanál (1971–1972)
- Minden lében két kanál: A monte-carlói küldetés (1974)

### Filmproducerként
- Majd a Gyurka! (Let George Do It!) (1940) (forgatókönyvíró is)

### Forgatókönyvíróként
- Vigyázz bobby, jön a kanyar! (1941)

## Díjai
- BAFTA-díj a legjobb filmnek (1960) A gyűlölet áldozata